# Sumber Mulya (Penarik)
Sumber Mulya is een bestuurslaag in het regentschap Muko-Muko van de provincie Bengkulu, Indonesië. Sumber Mulya telt 891 inwoners (volkstelling 2010).